# Wicked (musical)
 Denne artikel omhandler en musical. Opslagsordet har også en anden betydning, se Wicked.

Wicked er en Tony Award-vindende Broadway- og West End-musical, den er skrevet og komponeret af Stephen Schwartz og af Winnie Holzman. Historien er baseret på den den storsælgende roman Wicked: Den Onde Heks Fra Vest af Gregory Maguire, en fortsættelse til klassikeren Troldmanden fra Oz.  
Wicked fortæller historien om Elphaba, den fremtidige Onde Heks Fra Vest og hendes forhold til Galinda, senere Glinda, den Den Gode Heks Fra Nord. Deres venskab fortæller en historie om, hvordan de kæmper med deres forskellige tilgang til livet i Oz, deres rivalisering over kærlighed til den samme og deres forskellige reaktioner til Trolmandens korrupte regering og til sidst Elphabas fald. Handlingen i første akt er sat før Dorothys ankomst fra Kansas og inkluderer adskillige referencer til den velkendte historie fra filmen The Wizard of Oz.
Wicked havde sin første premiere i San Franciscos Curran Theatre i maj 2003. I oktober, 2003, flyttede hele opsætningen til  Broadway's Gershwin Theatre. Den blev produceret af Universal Pictures og instrueret af Joe Mantello med opsætning af Wayne Cilento. De originale stjerner var Idina Menzel som Elphaba, Kristin Chenoweth som Glinda og Joel Grey i rollen som Troldmanden. Selvom opsætningen fik meget blandede anmeldelser og blev nedsablet af The New York Times, har den hele tiden været en publikumssucces. Broadway-produktionen har været grundlaget for opsætninger i Chicago, Los Angeles, London, Tokyo, Melbourne, Sydney, Stuttgart og San Francisco; udover dette har showet også været på tur i Nordamerika med forestillinger i mere end 30 forskellige amerikanske og canadiske byer. I Danmark har Det Ny Teater købt rettighederne til Wicked i sæsonen 10/11.
I den danske version a Wicked spilles Glinda af Annette Heick, Elphaba spilles af Maria Lucia Rosenberg, Troldmanden spilles af Steen Springborg, Madame Morrible spilles af Marianne Mortensen og Fiyero spilles af John Martin Bengtsson.

## Synopsis

### 1. Akt
Efter ouverturen samles indbyggerne i Oz for at fejre, at Vestens Onde Heks er død (”No One Mourns the Wicked”). Glinda, Nordens Gode Heks, daler ned i sin boble for at bekræfte omstændighederne omkring Heksens nedsmeltning. Selv om alle indbyggerne i Oz holder meget af den sprudlende Glinda og sætter hende højt, vil én af dem dog gerne vide om det er rigtigt, at hun faktisk kendte Heksen personligt. Glinda er usikker på hvordan hun skal svare, og indrømmer forlegent at ”deres veje havde krydsedes i skolen”, om end det er længe siden. Hun lader imidlertid til at have en tydelig interesse i at påvise, at det ”ikke kunne have været let” for den nedrige grønne Heks. Scenen skifter til vignetter fra fortiden, der viser publikum en ung gift kvinde, Melena (der senere bliver moder til Heksen), som er sin mand Frex Thropp, guvernør i Munchkinland, utro. Frex tager af sted på en officiel rejse, og Melenas elsker kommer for at tilbringe natten sammen med hende, og han giver hende en flaske med grøn eliksir at drikke. Den nat bliver hun gravid, og alle går ud fra, at faderen er hendes ægtemand Frex. Barnet, som Melena føder, viser sig at være en ”unaturligt grøn” baby, som vækker afsky hos alle lige fra doktoren og jordemoderen til Frex, som skammer sig og er forvirret. Melenas barn får navnet Elphaba Thropp og bliver senere til Vestens Ondeste Heks. Man går ud fra, at Elphabas hudfarve er foranlediget af den grønne væske Melena drak den nat Elphaba blev undfanget, og hendes mystiske kræfter tilskrives efterfølgende den kendsgerning, at hendes biologiske fader var fra Jorden, medens hendes moder var fra Oz, hvilket gjorde hende til et ”produkt af begge verdener”.
Det antydes, at Elphaba led under en ulykkelig barndom, hvor hun blev diskrimineret af borgerne i Oz på grund af sin hudfarve. Hun opfostres af enkemanden Frex, som føler skam over hende (ikke kun på grund af hendes udseende, men fordi mærkelige ting synes at ske, når hun er i nærheden). Melena har efterfølgende bragt endnu et pigebarn til verden, Nessarose, som er handicappet fra fødslen, og som Frex forguder. Da tiden oprinder, hvor Nessarose skal på universitetet, sender Frex Elphaba af sted sammen med hende, men blot så hun kan tage sig af den kørestols-bundne Nessarose, som hun åbenbart har gjort det hele sit liv. Medens Elphaba er gæv og frejdig, er Nessarose reserveret og sømmelig. Som afskedsgave giver Frex Nessarose et par juvelbesatte sko, der får en prominent plads i musicalens anden akt.
På Shiz Universitetet møder Elphaba Galinda, en forkælet og populær pige fra det Øvre Højland (”Dear Old Shiz”). Madame Morrible, rektor på Shiz, har besluttet, at eftersom Nessarose er særligt udfordret, vil det være bedst for hende at bo privat hos Morrible. Der er ikke lavet noget tilsvarende arrangement for Elphaba, og Galinda tilbyder hende ved et tilfælde at bo sammen med hende i hendes private logi. Elphaba er imidlertid bekymret over at overlade sin yngre søster i en andens varetægt. Så vidt Elphaba ved, vil Frex måske skælde hende ud over det. Da Morrible forsøger at køre væk med Nessarose, benytter Elphaba sine ukontrollerbare, overnaturlige evner til at bringe søsteren tilbage til sig. Søstrene ærgrer sig over hændelserne, for begge piger ønsker intet mere end at leve normale liv som alle andre. Morrible er stærkt imponeret og bemærker, at Elphabas tilsyneladende evne for magi kan være noget, Troldmanden af Oz kan bruge. Morrible lover at give Elphaba private timer i trolddomskunst. Elphaba tror, at hun kan være på vej til at blive en celebrity i Oz, hvis hun får chancen for at arbejde ved siden af den agtede hersker Troldmanden. Hun drømmer om al den glamour og den hæder, som hun indtil nu har ment var umulig for hende at opnå på grund af hendes hudfarve (”The Wizard and I”).
Galinda, som ikke blev tilbudt en plads ved Morribles højt anerkendte Trolddomskunst Seminar (på grund af hendes pjankede ansøgningsskrift (”Wands, need they have a point?”)), er jaloux og fatter øjeblikkelig modvilje mod Elphaba. Den grønhudede pige fatter tilsvarende mishag mod den overfladiske Gelinda. Begge piger blæser denne gensidige modvilje op til episke proportioner helt i overensstemmelse med deres alder, idet de anspores af deres medstuderede ved Shiz, som naturligvis dramatisk holder med Gelinda imod Elphaba (”What is this Feeling?”).
Nogle få dage senere forsøger Doktor Dillamond, en Ged som på det tidspunkt er Shiz’ eneste Dyreprofessor, at undervise i Historie. Han finder et væmmeligt, diskriminerende slagord bag på tavlen, der siger at ”Dyr skal ses og ikke høres”.  Han har lige haft nok problemer med at udtale Galindas navn korrekt, idet han konstant kalder hende ”Glinda”, hvilket den forfængelige Galinda er lige ved at blive fornærmet over. Galinda insisterer gentagne gange på, at Doctor Dillamond skal udtale ”ga” lyden, hvilket åbenbart ikke registrerer i Gedens forstand. Efter at have givet klassen fri, betror den tydeligt bekymrede professor sig til Elphaba og siger, at et eller andet forårsager, at Dyrene i Oz mister talens kraft (”Something Bad”). Elphaba er sikker på, at Troldmanden af Oz kunne ordne denne krise, hvis blot nogen vovede at henlede hans opmærksomhed på den. ”Når alt kommer til alt,” siger Elphaba, ”er det jo derfor vi har en Troldmand.”
Snart derefter kommer Fiyero, en prins fra Vinkus med et ”skandalebefængt” ry, til Shiz og begynder straks at præge de studerende med sin egen vel flotte og bekymringsløse livsstil. Han arrangerer en fest i Ozdust Ballroom, og Fiyero og Galinda bliver straks tiltrukket af hinanden, hovedsageligt på grund af deres fælles overfladiske værdier (”Dancing through Life”). Medens hun forbereder sig til festen, modtager hun en ”rædselselsfuld” sort spids hat fra sin bedstemor. Da hun synes at hatten er grim, giver hun den tilskyndet af sine tomhjernede medstuderende til Elphaba som gave. En Munchkin-dreng fra middelklassen ved navn Boq, som er forblændet af Galinda, efterstræber hende i den vildfarelse, at hun på et eller andet tidspunkt vil gøre gengæld. Galinda afviser ham venligt, men siger, at han vil være hendes ”helt” hvis han vil invitere den ”tragisk smukke” men anderledes udfordrede Nessarose til festen. Hun gør det udelukkende for at afværge den uønskede og trættende beundrer, og ikke ud fra noget ægte ønske om at gøre Nessarose en god gerning. Nessarose, der aldrig før er blevet inviteret ud af en dreng, er begejstret og spørger Elphaba, om der er nogen måde hvorpå hun kan gengælde hvad hun opfatter som Gelindas betænksomhed og venlighed. Ved festen overraskes Galinda derfor, da Morrible kommer til stede, overrækker hende en øvestav og fortæller hende, at Elphaba har insisteret på, at også hun får lov til at deltage i Trolddomskunst Seminaret (om end Morrible selv ikke har nogen tiltro til Galindas evner udi trolddomskunst). Galinda bliver målløs og begynder at føle skam over sin behandling af Elphaba, som har givet hende den chance hun har håbet på for at studere magi. På præcis samme tidspunkt er Nessarose overbevist om, at hun er blevet givet den chance som hun har håbet på for at blive romantisk involveret med en rar Munchkin-dreng. Boq insisterer på, at han har inviteret hende ud fordi han er tiltrukket af hende, og ikke fordi han har ondt af hendes tilstand. Uden Nessaroses vidende fortsætter Boq imidlertid kun skuespillet for at score point hos Galinda, som han har til hensigt at lokke væk fra Fiyero, lidet anende at den oversentimentale Nessarose allerede er blevet forelsket i ham.
Elphaba ankommer til Ozdust Ballroom iført hatten som Galinda har givet hende, blot for at blive latterliggjort og grinet ad. Ikke desto mindre fortsætter hun udfordrende med at danse alene uden nogen musik. Forpint af skyldfølelse gør Galinda Elphaba selskab på dansegulvet og baner dermed vejen for et nyt venskab mellem de to. Snart falder alle de andre festdeltagere ind, idet de følger Galindas eksempel. Fiyero bemærker, at Elphaba sandelig har ”mod og mandshjerte”.
Efter festen venter Galinda og Elphaba tilbage til deres logi på Shiz og snakker pigesnak. Elphaba afslører at Frex hader hende mest af alle. Fordi han tvang Melena til at spise mælkeblomster for at forhindre Nessarose i at blive født med samme grønne hud, fik blomsterne Nessarose til at blive født for tidligt, hvilket lammede hende og foranledigede Melenas alt for tidlige død. Frex mener, at intet af dette ville være sket, hvis det ikke var for Elphabas fødsel. Bevæget af et ønske om at opmuntre sin nye ven og fast besluttet på at gøre tidligere dårlig opførsel god igen, beslutter Galinda at give Elphaba en af sine berømte makeovers. Galinda ”galindaserer” i alt væsentligt Elphaba (”Popular”).
I næste scene fører onde ozianske embedsmænd Doktor Dillamond bort fra Shiz. Den nye historielærer ankommer med en skræmt Løveunge i bur, idet han røber, at dyr der holdes i bur aldrig vil blive Dyr. Dybt krænket forhekser Elphaba alle undtagen Fiyero til at kaste sig ud i ufrivillige omdrejninger. Sammen stjæler Elphaba og Fiyero løveungen og sætter den fri ude i skoven. Publikum ser nu, at de to er tiltrukket af hinanden på trods af dem selv. Især Fiyero overrumples totalt af sine romantiske følelser for Elphaba, og forsvinder hastigt i forlegenhed. Det begynder at regne, og Elphaba søger ly under en bro, idet hun begræder den kendsgerning at det vil være umuligt for én som Fiyero at elske én som hende (”I’m Not That Girl”). Hun affinder sig med, at hun aldrig vil kunne blive hvad hendes nye ven Gelinda er. Trods det at de er venner kan det ikke nægtes, at de begge elsker prinsen. Snart efter finder Madame Morrible Elphaba og meddeler, at hun er blevet tilstået audiens hos Troldmanden, hvilket mere end ændrer Elphabas neddæmpede humør (”The Wizard and I – Reprise”). På dette tidspunkt kommer Morrible til at afsløre, at hendes  speciale er kontrol over vejret, idet hun ændrer den øsende regn til solskin, for at Elphaba ikke skal blive våd.
Scenen skifter til en Jernbanestation, hvor Elphaba står og skal til Emerald City. Galinda og Nessarose er meget begejstrede på hendes vegne, og Nessarose går så langt som til at sige, at Frex ville være meget stolt af hende for at blive anset for egnet til at møde Troldmanden af Oz personligt. Da Elphaba spørger, om hendes lillesøster vil være i stand til at klare sig uden hende, fniser Galinda og siger at hun ikke behøver at bekymre sig, for Boq vil være der. Selvom Boq står lige ved siden af Nessarose på dette tidspunkt, tvinger Galindas kommentar ham til at erkende, at han ikke kan fortsætte med skuespillet længere, og han tramper væk i frustration og vrede. En skyldbevidst Galinda forsøger at afhjælpe situationen ved at foreslå, at Boq måske ikke er den rette for den unge Miss Thropp. Nessarose insisterer på, at det er hende der ikke er ”den rette” og kører væk i kørestolen, idet hun forsøger at overbevise både Elphaba og sig selv om, at hun vil være OK, og at hun nok skal klare sig på en eller anden måde. Elphaba bliver ked af det og kalder på sin lillesøster, men Galinda råder Elphaba til at ”lade hende gå”. Galinda begynder at beklage sig til Elphaba over, at Fiyeros kærlige følelser over for hende synes at være aftagende. Hun er også bekymret fordi han har ”tænkt” en hel del på det seneste. I et forsøg på at gøre indtryk på ham bekendtgør Galinda, at ”Jeg vil fremover ikke kendes som Galinda, men blot som Glinda”, tilsyneladende til ære for Doctor Dillamonds vedvarende fejludtale. Fiyero ankommer for at sige farvel til Elphaba med et bundt blomster i hånden, og det står klart, at alt han har ”tænkt” på er den dag, hvor han og Elphaba arbejdede sammen om at redde løveungen, og at han ikke kan ignorere sin tiltrækning af hende. Han skynder sig at gå igen og lægger nærmest ikke mærke til Galindas navneændring, hvilket efterlader Galinda-nu-Glinda endnu mere ude af det. Elphaba synes det er synd for Glinda, og har måske lidt dårlig samvittighed over i det skjulte at sukke efter hendes kæreste, så hun inviterer sin veninde til at komme med sig ”til Emerald City”, hvilket Glinda med stor iver tager imod, og ikke blot fordi hun ”altid selv har ønsket at se” Hovedstaden i Oz.
Efter en dag med sightseeing i Emerald City (”One Short Day”) møder Elphaba og Glinda Troldmanden. Han afslører øjeblikkeligt sit sande jeg for dem og tilbyder Elphaba at slutte sig til ham som hans personlige assistent (”A Sentimental Man”). Som en test af hendes magiske evner beder han hende give hans Abetjener Chistery evnen til at flyve, idet hun skal benytte Grimmerie, en ældgammel trolddomsbog. Elphaba demonstrerer sit medfødte talent, og det lykkes hende at give Chistery vinger. Troldmanden afslører et helt bur fuldt af aber, som nu også har vinger på grund af Elphabas trolddom, og han bemærker, at de vil egne sig godt til at spionere efter undergravende dyreaktiviteter. Da Elphaba nu indser, at hun er blevet udnyttet, og at Troldmanden slet ikke er en troldmand med egen magisk kraft, stikker hun af med Grimmerie-bogen og forfølges af slottets vagter.
Elphaba og Glinda løber ind i det højeste tårn, hvor de bliver vidner til, at Morrible, der viser sig at være Troldmandens pressesekretær, bekendtgør over for hele Oz, at Elphaba er en ”Ond Heks”, som man ikke kan have tillid til. Elphaba forhekser et kosteskaft til at svæve i luften og forsøger at overtale Glinda til at tilslutte sig hendes sag, men Glinda nægter. Elphaba forlader den eneste ven hun nogensinde har haft og stiger til vejrs på kosteskaftet, idet hun sværger at ville bekæmpe Troldmanden med al sin magt (”Defying Gravity”).

### 2. Akt
Nogen tid er gået, og Elphabas bedrifter har gjort hende fortjent til tilnavnet Vestens Onde Heks (”No One Mourns the Wicked – reprise”). Glinda og Madame Morrible holder en pressekonference for at offentliggøre Glindas overraskende forlovelse med Fiyero, og for at mindes historien om hvordan Glinda fik tilnavnet ”Glinda den Gode”. Glinda ved at hun burde være lykkelig over alt det hun har, men hun tøver da hun synger om hvor lykkelig hun er ”skønt jeg må indrømme at det er blot en lillebitte smule anderledes end jeg forudså…” (”Thank Goodness”).
I mellemtiden ankommer Elphaba til Guvernørens residens i Munchkinland, hvor hun søger tilflugt og vil bede Frex om hjælp. Nessarose, der nu er Guvernør af Munchkinland, afslører imidlertid at han ”døde af skam” over Elphabas gerninger i Emerald City (og antyder dermed, at han kan have begået selvmord). Nessarose nægter at hjælpe med at skjule en flygtning, idet hun påberåber sig sin status som ikke-folkevalgt embedsmand, og kritiserer Elphaba for ikke at bruge sin magi på at hjælpe Nessarose med at overvinde sit handicap. For at dulme sin skyldfølelse forhekser Elphaba Nessaroses juvelbesatte sko, idet hun forvandler dem fra sølv til rubinrøde og gør hende i stand til at gå. Nessarose tilkalder straks Boq for at vise ham, at hun kan gå. Da han ser dette, går han ud fra, at hun ikke vil have noget imod at han ”holder fri i aften”, eftersom hun ikke længere har brug for ham. Han afslører at der bliver holdt et bal for at fejre Glinda og Fiyeros forlovelse, og at han må af sted for at ”Appellere til hende, give udtryk for hvad jeg føler for hende”. Nessarose bliver rasende og udtaler en fortryllelse fra Grimmerie over Boq, men hun udtaler den forkert og får i stedet hans hjerte til at krympe. Medens Elphaba forsøger at frelse ham, tænker Nessarose over hvordan hendes besættelse af Boq har ført til at hun har undertrykt folket i Munchkin (”The Wicked Witch of the East”). Elphaba redder Boq ved at forvandle ham til Tinmanden – forfærdet skyder Nessarose skylden på Elphaba.
Uden andre steder at flygte hen vender Elphaba tilbage til Troldmandens palads for at befri resten af de bevingede aber. Troldmanden forsøger at genvinde hendes gunst ved at indvillige i at befri aberne (”Wonderful”). Da Elphaba opdager den nu stumme Doktor Dillamond blandt aberne, afviser hun hans tilbud og forsøger at undslippe, men løber ind i Fiyero, der nu er kaptajn for vagterne. Glinda kommer farende og ser Fiyero løbe bort med Elphaba, og hun er modfalden over at hun er blevet forrådt af dem der stod hende nærmest. Troldmanden tilbyder hende noget at drikke fra en lille grøn flaske ”Det får altid mig til at få det bedre”. Glinda afviser flasken og synger (”I’m Not That Girl – Reprise”). Glinda, der er såret og rasende over Elphabas forræderi, foreslår Madame Morrible at sprede et rygte om at Nessarose er i fare, en stensikker måde at få Elphaba til at gå i fælden på. Madame Morrible indvilliger, men beslutter – støttet af Troldmanden og uden at Glinda ved det – at et rygte ikke vil være tilstrækkeligt, og skaber i stedet ”et vejrskifte”, en tornado, for rent faktisk at bringe Nessarose i fare.
I en mørk skov giver Fiyero og Elphaba udtryk for deres gensidige kærlighed (”As Long as You’re Mine”), men bliver afbrudt, da Elphaba fornemmer at hendes søster er i fare. Hun flyver af sted for at hjælpe, men kommer for sent, netop da Dorothys hus er landet på Nessarose og har slået hende ihjel. Elphaba bliver frustreret og konfronterer Glinda med,  at hun har givet Nessaroses sko til Dorothy, og de kommer op at slås. Paladsets vagter ankommer og overfalder Elphaba bagfra, men Fiyero lægger sig imellem og siger til dem, at de skal ”Lade den grønne pige gå”, og giver derved Elphaba mulighed for at flygte, inden han selv overgiver sig. Vagter fører ham til en afsides majsmark, hvor de torturerer ham, indtil han fortæller dem hvor Elphaba er flygtet hen. På et af Fiyeros slotte forsøger Elphaba at udøve en trolddomskunst for at redde Fiyeros liv, men idet hun tror at hun er mislykkedes, begynder hun at acceptere sit notoriske ry som Ond (”No Good Deed”).
I mellemtiden forbereder Tinmanden (tidligere Boq) og indbyggerne i Oz en heksejagt, idet de følger Dorothys elskede hund Toto (”March of the Witch Hunters”). Boq hævder, at Elphaba forvandlede ham til Tinmanden som en ond gerning, medens løveungen som Elphaba og Fiyero befriede ved Shiz også er til stede i forsamlingen og viser sig at være den Feje Løve. Elphaba får skylden for dens fejhed, for ”hvis hun havde ladet den kæmpe sine egne kampe da den var ung, ville den ikke være fej i dag”. Da Glinda ser heksejagten, bliver hun klar over, at Madame Morrible stod bag Nessaroses død. Den gale troldkvinde minder Glinda om, at det var hvad hun ønskede først og fremmest, og beder hende ”smile, vinke og klappe i!” Glinda rejser til Elphaba og Fiyeros slot for at overtale hende til at lade Dorothy gå, ”Hold nu op, det er bare et par SKO!”, men Elphaba nægter. Chistery kommer ind med et brev, Elphaba læser det og udbryder ”Vi har set ham for sidste gang!” (Fiyero). Elphaba får Glinda til at love, at hun ikke vil rense hendes navn og overtage ansvaret for Oz, og med ordene ”Nu er det op til dig” giver hun Glinda Grimmerie-bogen. Glinda indvilliger, og de to bekræfter et sandt venskab (”For Good”). Da hoben ankommer til slottet, siger Elphaba til Glinda at hun skal gemme sig, og hun trækker et tæppe for scenen. Glinda trykker Grimmerie-bogen ind til sig og ser hjælpeløst til, da Dorothy kaster en spand vand på Elphaba og tilsyneladende smelter hende. Alt Glinda har tilbage er Elphabas spidse hat og en lille grøn flaske.
Glinda stormer ind i Troldmandens palads og viser ham den grønne flaske ”Jeg har kun set én ligesådan, og det var i dette værelse!”, udbryder hun, og det afsløres, at Troldmanden rent faktisk er Elphabas fader efter den affære, han havde med Melena. Glinda beordrer Troldmanden til at forlade Oz ”Gå så og gør din ballon klar”, og sender Morrible i fængsel, idet vi vender tilbage til forestillingens første scenebillede. Glinda taler til befolkningen i Oz og bekendtgør, at hun gerne vil være ”Glinda den Gode” og omdanne regeringen. I mellemtiden vender Dorothys ledsager Fugleskræmslet tilbage til slottet, åbner en faldlem og afslører, at Elphaba er i live. Fugleskræmslet afsløres som Fiyero, der er forvandlet gennem Elphabas fortryllelse. De har simuleret Elphabas død, hvilket må hemmeligholdes selv for Glinda for at beskytte hende. Idet Glinda sørger over sin venindes død, og indbyggerne i Oz fejrer det, forlader Elphaba og Fiyero Oz for altid for at begynde et nyt liv.